# Prunus sibirica
Espèce
Classification phylogénétique
Prunus sibirica, l'abricotier de Sibérie, est une espèce de plantes à fleurs de la famille des Rosaceae trouvé en Chine, en Corée, en Mongolie et dans l'est de la Sibérie. C'est un arbre ornemental.